# Aspila warneckei
Aspila warneckei là một loài bướm đêm trong họ Noctuidae.